# Sheykhābād-e Soflá
Sheykhābād-e Soflá (persiska: شیخ آباد سفلی, Sheykhīābād-e Soflá) är en ort i Iran.   Den ligger i provinsen Kermanshah, i den nordvästra delen av landet, 400 km väster om huvudstaden Teheran. Sheykhābād-e Soflá ligger 1 290 meter över havet och antalet invånare är 351.
Terrängen runt Sheykhābād-e Soflá är varierad.Runt Sheykhābād-e Soflá är det ganska tätbefolkat, med 60 invånare per kvadratkilometer. Närmaste större samhälle är Şaḩneh, 17,3 km öster om Sheykhābād-e Soflá. Trakten runt Sheykhābād-e Soflá består till största delen av jordbruksmark.